# Ron Knight
Ronald Eugene "Ron" Knight (Compton, California; 4 de agosto de 1947) es un exjugador de baloncesto estadounidense que disputó dos temporadas de la NBA, y siete más con los Harlem Globetrotters. Con 2,01 metros de estatura, jugaba en la posición de alero.

## Trayectoria deportiva

### Universidad
Tras terminar el instituto, jugó una temporada en el Los Angeles Harbor College, donde fue elegido jugador del año de su conferencia. Al año siguiente fue transferido a la Universidad Estatal de California de Los Ángeles, donde en tres temporadas promedió casi 22 puntos y 14 rebotes por partido, siendo elegido en ambas en el mejor quinteto de la California Collegiate Athletic Association en su temporada júnior tras promediar 20,6 puntos y 15,2 rebotes por encuentro.

### Profesional
Fue elegido en la septuagésimo sexta posición del Draft de la NBA de 1970 por Portland Trail Blazers, con los que disputó el primer partido de la historia de la franquicia, siendo uno de los dos únicos rookies del quinteto inicial, en el que anotó la primera canasta en juego de la historia del equipo. Jugó durante dos temporadas en el equipo, siendo la mejor la segunda, en la que promedió 5,2 puntos y 2,4 rebotes por partido, en menos de 10 minutos de juego por encuentro.
Tras no renovar con los Blazers, fichó por Milwaukee Bucks, pero fue descartado antes del comienzo de la temporada. Fichó entonces por el equipo de exhibición de los Harlem Globetrotters, con los que jugó durante siete temporadas.

## Estadísticas de su carrera en la NBA

### Temporada regular
| Temporada | Edad | Equipo                 | Liga | Pos. | P   | TIT | MIN  | TC  | TCA | %TC  | 3P | 3PA | %3P | TL  | TLA | %TL  | R.OF. | R.DEF. | REB | ASIS | ROB | TAP | PER | FP  | PTS |
| 1970-71   | 23   | Portland Trail Blazers | NBA  | PF   | 52  |     | 12.7 | 1.9 | 4.4 | .430 |    |     |     | 0.4 | 0.7 | .500 |       |        | 3.2 | 1.0  |     |     |     | 1.9 | 4.2 |
| 1971-72   | 24   | Portland Trail Blazers | NBA  | SF   | 49  |     | 9.9  | 2.3 | 5.2 | .436 |    |     |     | 0.6 | 1.3 | .500 |       |        | 2.4 | 0.7  |     |     |     | 1.1 | 5.2 |
| Total     |      |                        | NBA  |      | 101 |     | 11.3 | 2.1 | 4.8 | .433 |    |     |     | 0.5 | 1.0 | .500 |       |        | 2.8 | 0.8  |     |     |     | 1.5 | 4.7 |